# Raccolta di successi
Raccolta di successi è un 33 giri del gruppo musicale italiano Alunni del Sole. Contiene primariamente brani incisi tra il 1972 e il 1974, ma inedito su 33 giri è il nuovo singolo I tuoi silenzi; il retro di questo 45 giri, Poesia d'ottobre, viene escluso dalla selezione.

## Tracce

### Lato A
1. I tuoi silenzi (Paolo Morelli) (arrangiamenti e direzione d'orchestra di Tony Mimms) ed. editori associati
2. Cosa voglio ( P.Morelli) ed. editori associati
3. Concerto (C. Rossi-P. Morelli) (arrangiamento di Gian Piero Reverberi) ed. Gattoparto
4. Fiori ( De Carolis-P.Morelli (arrangiamento di Gian Piero Reverberi) ed. Telstar/Leonardi
5. Un'altra poesia ( P.Morelli) ed. editori associati

### Lato B
1. ...E mi manchi tanto
2. Un ricordo
3. L'aquilone
4. Dove era lei a quell'ora
5. I ritornelli infantili